# Milovan Jakšić
Milovan Jakšić (* 21. September 1909 in Kolašin, Fürstentum Montenegro; † 25. Dezember 1953 in Alexandria, Ägypten) war ein jugoslawischer Fußballspieler.
Jakšić, der auf Vereinsebene größtenteils für BSK aktiv war, gehörte der jugoslawischen Fußballnationalmannschaft an und nahm mit ihr an der ersten Fußball-Weltmeisterschaft 1930 teil. Dort kam der Torwart in den Gruppenspielen gegen Brasilien und Bolivien, sowie im Halbfinale gegen Uruguay zum Einsatz. Insgesamt absolvierte er von 1930 bis 1934 neun Länderspiele für Jugoslawien.